# New Amsterdam (Fernsehserie, 2018)
New Amsterdam ist eine US-amerikanische Arztserie des Senders NBC, die von 2018 bis 2023 in fünf Staffeln erstgesendet wurde. Die Serie folgt Dr. Max Goodwin, der ärztlicher Direktor des ältesten öffentlichen Krankenhauses der Vereinigten Staaten wird und sich das Ziel gesetzt hat, bürokratische Hürden zu überwinden, um den Patienten eine außergewöhnlich gute Versorgung zu bieten.

## Hintergrund
Die Serie beruht auf dem Buch Twelve Patients: Life and Death at Bellevue Hospital von Eric Manheimer, der selbst 13 Jahre lang Ärztlicher Direktor im Bellevue Hospital war, das als Vorlage und Drehort für das New Amsterdam diente. Das Bellevue, späterer Name NYC Health + Hospitals/Bellevue, ist das älteste staatliche Krankenhaus der USA, gegründet am 31. März 1736. Es liegt in Manhattan an der Ostseite der First Avenue zwischen 26. und 28. Straße im Bezirk Kips Bay am East River.

## Besetzung
Die Synchronisation der Serie wird bei der Scalamedia unter der Dialogregie von Kathrin Gaube erstellt.

### Hauptbesetzung
| Rolle                     | Darsteller       | Hauptrolle | Nebenrolle | Synchronsprecher  |
| ------------------------- | ---------------- | ---------- | ---------- | ----------------- |
| Dr. Max Goodwin           | Ryan Eggold      | 1.01–5.13  |            | Manou Lubowski    |
| Dr. Helen Sharpe          | Freema Agyeman   | 1.01–4.22  | 5.10–5.11  | Stephanie Kellner |
| Dr. Lauren Bloom          | Janet Montgomery | 1.01–5.13  |            | Maren Rainer      |
| Dr. Floyd Reynolds        | Jocko Sims       | 1.01–5.13  |            | Sebastian Winkler |
| Dr. Ignatius „Iggy“ Frome | Tyler Labine     | 1.01–5.13  |            | Patrick Schröder  |
| Dr. Vijay Kapoor          | Anupam Kher      | 1.01–3.02  |            | Claus Brockmeyer  |
| Dr. Elizabeth Wilder      | Sandra Mae Frank | 5.01–5.13  | 4.01–4.22  |                   |

### Nebenbesetzung
| Rolle                                  | Schauspieler        | Synchronsprecher  |
| -------------------------------------- | ------------------- | ----------------- |
| Casey Acosta (Krankenpfleger)          | Alejandro Hernández | Julian Bayer      |
| Karen Brantley                         | Debra Monk          | Marion Hartmann   |
| Gladys Miller (Assistentin, Dr. Frome) | Megan Byrne         | Kristina Rössler  |
| Dr. Agnes Kao                          | Christine Chang     | Carolin Hartmann  |
| Kai Brunstetter (Krankenpfleger)       | Em Grosland         | Bettina Zech      |
| Dr. Leyla Shinwari                     | Shiva Kalaiselvan   | Natascha Geisler  |
| Dr. Mark Walsh                         | Matthew Jeffers     | Fabian Wittkowski |
| Dr. Yasmin Turan                       | Olivia Khoshatefeh  | Sophie Meinecke   |
| Ella                                   | Dierdre Friel       | Kathrin Gaube     |
| Georgia Goodwin                        | Lisa O’Hare         | Andrea Wick       |
| Dora (Assistentin, Dr. Goodwin)        | Zabryna Guevara     | Kathrin Simon     |
| Jemma (Patientin, Dr. Frome)           | Lizzy DeClement     | Valeria Ceraola   |
| Dr. Akash Panthaki                     | Sendhil Ramamurthy  | Markus Pfeiffer   |
| Dr. Valentina Castro                   | Ana Villafañe       | Shandra Schadt    |

## Episodenliste

### Staffel 1
| Nr. (ges.) | Nr. (St.) | Deutscher Titel   | Originaltitel        | Erstausstrahlung USA | Deutschsprachige Erstausstrahlung (AUT) | Regie                       | Drehbuch                            |
| ---------- | --------- | ----------------- | -------------------- | -------------------- | --------------------------------------- | --------------------------- | ----------------------------------- |
| 1          | 1         | Frischer Wind     | Pilot                | 25. Sep. 2018        | 14. Jan. 2019                           | Kate Dennis                 | David Schulner                      |
| 2          | 2         | Das Ritual        | Rituals              | 2. Okt. 2018         | 21. Jan. 2019                           | Peter Horton                | David Schulner                      |
| 3          | 3         | Gegenwind         | Every Last Minute    | 9. Okt. 2018         | 28. Jan. 2019                           | Jonas Pate                  | Shaun Cassidy                       |
| 4          | 4         | Am Anschlag       | Boundaries           | 16. Okt. 2018        | 4. Feb. 2019                            | Kate Dennis                 | David Foster                        |
| 5          | 5         | Spätfolgen        | Cavitation           | 23. Okt. 2018        | 11. Feb. 2019                           | Darnell Martin              | Erika Green Swafford                |
| 6          | 6         | Wohltäter         | Anthropocene         | 30. Okt. 2018        | 18. Feb. 2019                           | Michael Slovis              | Aaron Ginsburg                      |
| 7          | 7         | Domino            | The Domino Effect    | 13. Nov. 2018        | 4. März 2019                            | Laura Belsey                | Y. Shireen Razack                   |
| 8          | 8         | Ein ganzes Jahr   | Three Dots           | 20. Nov. 2018        | 11. März 2019                           | Jamie Payne                 | Cami Delavigne                      |
| 9          | 9         | Asche zu Asche    | As Long As It Takes  | 27. Nov. 2018        | 18. März 2019                           | Andrew McCarthy             | Graham Norris                       |
| 10         | 10        | Alle für einen    | Six or Seven Minutes | 8. Jan. 2019         | 25. März 2019                           | Stephen Kay                 | Laura Valdivia                      |
| 11         | 11        | Earl              | A Seat At The Table  | 15. Jan. 2019        | 10. Apr. 2019                           | David Schulner, So Yong Kim | Jidéh Breon Holder                  |
| 12         | 12        | Zeit zu gehen     | Anima Sola           | 22. Jan. 2019        | 10. Apr. 2019                           | Michael Slovis              | Aaron Ginsburg                      |
| 13         | 13        | Hilferuf          | The Blues            | 12. Feb. 2019        | 15. Apr. 2019                           | Nick Gomez                  | David Foster                        |
| 14         | 14        | Namenlos          | The Forsaken         | 19. Feb. 2019        | 29. Apr. 2019                           | Michael Slovis              | Y. Shireen Razack                   |
| 15         | 15        | Abgesegnet        | Croaklahoma          | 5. März 2019         | 6. Mai 2019                             | Laura Belsey                | Cami Delavigne                      |
| 16         | 16        | Im Sturm          | King Of Swords       | 12. März 2019        | 13. Mai 2019                            | Darnell Martin              | Laura Valdivia                      |
| 17         | 17        | Im Dunkeln        | Sanctuary            | 9. Apr. 2019         | 20. Mai 2019                            | Jamie Payne                 | Shaun Cassidy, Erika Green Swafford |
| 18         | 18        | Tauschhandel      | Five Miles West      | 16. Apr. 2019        | 27. Mai 2019                            | Kristi Zea                  | Graham Norris                       |
| 19         | 19        | Am rechten Ort    | Happy Place          | 23. Apr. 2019        | 3. Juni 2019                            | Ellen S. Pressman           | Josh Carlebach, Jiréh Breon Holder  |
| 20         | 20        | Alles ist erlaubt | Preventable          | 30. Apr. 2019        | 17. Juni 2019                           | Thomas Carter               | Aaron Ginsburg                      |
| 21         | 21        | Nicht das Ende    | This is Not the End  | 7. Mai 2019          | 24. Juni 2019                           | Michael Slovis              | David Foster                        |
| 22         | 22        | Luna              | Luna                 | 14. Mai 2019         | 1. Juli 2019                            | David Schulner              | Peter Horton                        |

### Staffel 2
| Nr. (ges.) | Nr. (St.) | Deutscher Titel           | Originaltitel              | Erstausstrahlung USA | Deutschsprachige Erstausstrahlung (D) | Regie               | Drehbuch                                          |
| ---------- | --------- | ------------------------- | -------------------------- | -------------------- | ------------------------------------- | ------------------- | ------------------------------------------------- |
| 23         | 1         | Skrupellos                | Your Turn                  | 24. Sep. 2019        | 15. Feb. 2020                         | Michael Slovis      | David Schulner                                    |
| 24         | 2         | Die Umfrage               | The Big Picture            | 1. Okt. 2019         | 15. Feb. 2020                         | Don Scardino        | Jiréh Breon Holder                                |
| 25         | 3         | Zum Angriff!              | Replacement                | 8. Okt. 2019         | 15. Feb. 2020                         | Jamie Payne         | Aaron Ginsburg                                    |
| 26         | 4         | Das Dazwischen            | The Denominator            | 15. Okt. 2019        | 15. Feb. 2020                         | Michael Slovis      | David Foster                                      |
| 27         | 5         | Stresstest                | The Karman Line            | 22. Okt. 2019        | 15. Feb. 2020                         | Nick Gomez          | Laura Valdivia                                    |
| 28         | 6         | Die Hand Gottes           | Righteous Right Hand       | 29. Okt. 2019        | 15. Feb. 2020                         | Peter Horton        | Erika Green Swafford                              |
| 29         | 7         | Kunstfehler               | Good Soldiers              | 5. Nov. 2019         | 15. Feb. 2020                         | Rachel Leiterman    | Shaun Cassidy                                     |
| 30         | 8         | Herzenswunsch             | What the Heart Wants       | 12. Nov. 2019        | 15. Feb. 2020                         | Don Scardino        | Y. Shireen Razack                                 |
| 31         | 9         | Die Insel                 | The Island                 | 19. Nov. 2019        | 15. Feb. 2020                         | Michael Slovis      | Graham Norris                                     |
| 32         | 10        | Code Silber               | Code Silver                | 14. Jan. 2020        | 1. Dez. 2020                          | Craig Zisk          | Leah Nanako Winkler                               |
| 33         | 11        | Fünf Erinnerungen         | Hiding Behind My Smile     | 21. Jan. 2020        | 1. Dez. 2020                          | Lucy Liu            | David Foster                                      |
| 34         | 12        | Ein Tag voller Wunder     | 14 Years, 2 Months, 8 Days | 28. Jan. 2020        | 1. Dez. 2020                          | Seith Mann          | Aaron Ginsburg                                    |
| 35         | 13        | Ein guter Ort zum Sterben | In the Graveyard           | 11. Feb. 2020        | 1. Dez. 2020                          | Darnell Martin      | Josh Carlebach                                    |
| 36         | 14        | Sparmaßnahmen             | Sabbath                    | 18. Feb. 2020        | 1. Dez. 2020                          | Ryan Eggold         | David Schulner Idee: Marc Gaffen & David Schulner |
| 37         | 15        | Krieg der Drogen          | Double Blind               | 25. Feb. 2020        | 1. Dez. 2020                          | Allison Liddi-Brown | Shaun Cassidy                                     |
| 38         | 16        | Die Wünsche der Vielen    | Perspectives               | 10. März 2020        | 1. Dez. 2020                          | Craig Zisk          | Y. Shireen Razack                                 |
| 39         | 17        | Dankbarkeit               | Liftoff                    | 17. März 2020        | 1. Dez. 2020                          | Kristi Zea          | Graham Norris                                     |
| 40         | 18        | Annäherung                | Matter of Seconds          | 14. Apr. 2020        | 1. Dez. 2020                          | Dinh Thai           | Aaron Ginsburg                                    |

### Staffel 3
| Nr. (ges.) | Nr. (St.) | Deutscher Titel                      | Originaltitel                   | Erstausstrahlung USA | Deutschsprachige Erstausstrahlung (D) | Regie          | Drehbuch                          |
| ---------- | --------- | ------------------------------------ | ------------------------------- | -------------------- | ------------------------------------- | -------------- | --------------------------------- |
| 41         | 1         | Neuer Alltag                         | The New Normal                  | 2. März 2021         | 1. Juni 2021                          | Peter Horton   | David Schulner                    |
| 42         | 2         | Vorderste Front                      | Essential Workers               | 9. März 2021         | 1. Juni 2021                          | Michael Slovis | David Foster                      |
| 43         | 3         | Niemand fühlt sich sicher            | Safe Enough                     | 16. März 2021        | 1. Juni 2021                          | Michael Slovis | Shaun Cassidy                     |
| 44         | 4         | Alles, was ich brauche               | This is All I Need              | 23. März 2021        | 1. Juni 2021                          | Nick Gomez     | Aaron Ginsburg                    |
| 45         | 5         | Blut, Schweiß und Tränen             | Blood, Sweat & Tears            | 30. März 2021        | 1. Juni 2021                          | Nick Gomez     | Y. Shireen Razack                 |
| 46         | 6         | Durch die Gasse der Vorurteile       | Why not Yesterday               | 6. Apr. 2021         | 1. Juni 2021                          | Darnell Martin | Laura Valdivia                    |
| 47         | 7         | Die Geschichte des Howie Cournemeyer | The Legend of Howie Cournemeyer | 13. Apr. 2021        | 1. Juni 2021                          | Darnell Martin | Graham Norris                     |
| 48         | 8         | Geburtsprobleme                      | Catch                           | 20. Apr. 2021        | 22. Juli 2021                         | Shiri Appleby  | Erika Green Swafford              |
| 49         | 9         | Im Haus der Ahnungslosen             | Disconnected                    | 27. Apr. 2021        | 22. Juli 2021                         | Lisa Robinson  | Allen L. Sowelle                  |
| 50         | 10        | In den Grenzen der Freiheit          | Radical                         | 4. Mai 2021          | 22. Juli 2021                         | Darnell Martin | Shanthi Sekaran                   |
| 51         | 11        | Druckabfall                          | Pressure Drop                   | 11. Mai 2021         | 22. Juli 2021                         | Michael Slovis | Josh Carlebach                    |
| 52         | 12        | Auftritt der Apokalypse              | Things Fall Apart               | 18. Mai 2021         | 22. Juli 2021                         | Darnell Martin | Graham Norris & Y. Shireen Razack |
| 53         | 13        | Die Opfer einer jeden guten Handlung | Fight Time                      | 1. Juni 2021         | 22. Juli 2021                         | Michael Slovis | Shaun Cassidy & Laura Valdivia    |
| 54         | 14        | Ist dies der Moment?                 | Death Begins in Radiology       | 8. Juni 2021         | 22. Juli 2021                         | Peter Horton   | David Foster & Aaron Ginsburg     |

### Staffel 4
| Nr. (ges.) | Nr. (St.) | Deutscher Titel             | Originaltitel                            | Erstausstrahlung USA | Deutschsprachige Erstausstrahlung (D) | Regie               | Drehbuch                                                  |
| ---------- | --------- | --------------------------- | ---------------------------------------- | -------------------- | ------------------------------------- | ------------------- | --------------------------------------------------------- |
| 55         | 1         | Beziehungsprobleme          | More Joy                                 | 21. Sep. 2021        | 1. Mai 2022                           | Michael Slovis      | David Schulner                                            |
| 56         | 2         | Ein Mensch mit Privilegien  | We're In This Together                   | 28. Sep. 2021        | 1. Mai 2022                           | Darnell Martin      | David Foster                                              |
| 57         | 3         | Alles bleibt anders         | Same As It Ever Was                      | 5. Okt. 2021         | 1. Mai 2022                           | Nick Gomez          | Aaron Ginsburg                                            |
| 58         | 4         | Gesünder leben              | Seed Money                               | 12. Okt. 2021        | 1. Mai 2022                           | Nestor Carbonell    | Erika Green Swafford                                      |
| 59         | 5         | Trügerische Erinnerungen    | This Be the Verse                        | 19. Okt. 2021        | 1. Mai 2022                           | Lisa Robinson       | Graham Norris                                             |
| 60         | 6         | Schmetterlinge auf der Haut | Laughter And Hope And A Sock In The Eye  | 26. Okt. 2021        | 1. Mai 2022                           | Darnell Martin      | Laura Valdivia                                            |
| 61         | 7         | Harmonie                    | Harmony                                  | 2. Nov. 2021         | 1. Mai 2022                           | Dinh Thai           | Shaun Cassidy                                             |
| 62         | 8         | Es wird alles gut           | Paid In Full                             | 9. Nov. 2021         | 1. Mai 2022                           | Shiri Appleby       | Aaron Ginsburg                                            |
| 63         | 9         | Verlorene Zuflucht          | In A Strange Land                        | 16. Nov. 2021        | 1. Mai 2022                           | Michael Slovis      | Shanthi Sekaran                                           |
| 64         | 10        | Superbazillus               | Death Is The Rule. Life Is The Exception | 23. Nov. 2021        | 1. Mai 2022                           | Allison Liddi-Brown | Teleplay: Marc Gaffen & David Schulner Story: Marc Gaffen |
| 65         | 11        | Viva la Revolution!         | Talkin' Bout A Revolution                | 4. Jan. 2022         | 1. Mai 2022                           | Nick Gomez          | Graham Norris                                             |
| 66         | 12        | Auf Streife                 | The Crossover                            | 11. Jan. 2022        | 1. Juli 2022                          | Rachel Leiterman    | Mona Mansour                                              |
| 67         | 13        | Familie                     | Family                                   | 18. Jan. 2022        | 1. Juli 2022                          | Olenka Denysenko    | David Foster                                              |
| 68         | 14        | Widerstand                  | ...Unto the Breach                       | 25. Jan. 2022        | 8. Juli 2022                          | Stephen Kay         | Allen L. Sowelle                                          |
| 69         | 15        | Verschwörungstheorien       | Two Doors                                | 22. Feb. 2022        | 8. Juli 2022                          | Ryan Eggold         | Aaron Ginsburg                                            |
| 70         | 16        | Karaoke-Abend               | All Night Long                           | 19. Apr. 2022        | 15. Juli 2022                         | Nestor Carbonell    | Laura Valdivia                                            |
| 71         | 17        | Nachspiel                   | Unfinished Business                      | 26. Apr. 2022        | 15. Juli 2022                         | Andrew Voegeli      | David Foster                                              |
| 72         | 18        | Ohne Wenn und Aber          | No Ifs, Ands, Or Buts                    | 3. Mai 2022          | 22. Juli 2022                         | Rachel Leiterman    | Graham Norris                                             |
| 73         | 19        | Missstände                  | Truth Be Told                            | 9. Mai 2022          | 22. Juli 2022                         | Jean E. Lee         | Shaun Cassidy & Brandy E. Palmer                          |
| 74         | 20        | Aufstand                    | Rise                                     | 10. Mai 2022         | 29. Juli 2022                         | Don Scardino        | Laura Valdivia                                            |
| 75         | 21        | Sex im Alter                | Castles Made Of Sand                     | 17. Mai 2022         | 29. Juli 2022                         | Darnell Martin      | Josh Carlebach                                            |
| 76         | 22        | Hurrikan                    | I'll Be Your Shelter                     | 24. Mai 2022         | 5. Aug. 2022                          | Michael Slovis      | David Schulner & Erika Green Swafford                     |

### Staffel 5
| 77 | 1  | Ein Leben an einem Tag        | TBD                        | Ryan Eggold      | David Schulner                  |
| 78 | 2  | Spenden für Patienten         | Hook, Line, and Sinker     | Olenka Denysenko | Aaron Ginsburg                  |
| 79 | 3  | Goldenes Blut                 | Big Day                    | Nestor Carbonell | Laura Valdivia                  |
| 80 | 4  | Selbstheilung                 | Heal Thyself               | Darnell Martin   | David Foster                    |
| 81 | 5  | Risikoberuf Krankenschwester  | Grabby Hands               | Lisa Robinson    | Graham Norris                   |
| 82 | 6  | Gib mir ein Zeichen           | Give Me a Sign             | Jean E. Lee      | Gisselle Legere                 |
| 83 | 7  | Vielleicht morgen             | Maybe Tomorrow             | Shiri Appleby    | Shanthi Sekaran                 |
| 84 | 8  | Die Welt ist eine Bühne       | All the World's a Stage... | Rachel Leiterman | Brandy E. Palmer                |
| 85 | 9  | Patientenzufriedenheit        | The Empty Spaces           | Nick Gomez       | Allen L. Sowelle                |
| 86 | 10 | Bitte mach das nicht für mich | Don't Do This for Me       | Andrew Voegeli   | David Foster & Graham Norris    |
| 87 | 11 | Absturz                       | Falling                    | Peter Horton     | Mona Mansour & Laura Valdivia   |
| 88 | 12 | Der richtige Ort              | Right Place                | Don Scardino     | Josh Carlebach                  |
| 89 | 13 | Wie kann ich helfen?          | How Can I Help?            | Michael Slovis   | Aaron Ginsburg & David Schulner |

## Ausstrahlung
Die deutschsprachige Erstausstrahlung der Serie erfolgt seit dem 14. Januar 2019 beim österreichischen ORF und dem 6. März 2019 beim deutschen Sender VOX. Im Februar 2019 gab NBC bekannt, dass die Serie um eine zweite Staffel verlängert wird. Diese wurde vom 24. September 2019 bis zum 14. April 2020 ausgestrahlt. Im Januar 2020 erneuerte NBC New Amsterdam für eine dritte, vierte und fünfte Staffel. Die dritte lief vom 2. März bis zum 8. Juni 2021. Die vierte Staffel wurde vom  21. September 2021 bis zum 24. Mai 2022 ausgestrahlt. Im März 2022 wurde bekanntgegeben, dass die Serie mit der fünften Staffel enden wird. Deren Ausstrahlung begann am 20. September 2022. Das Serienfinale lief am 17. Januar 2023.